# گتیک، وایوتس‌جور
گتیک (به ارمنی: Գետիկ) یک روستا در ارمنستان است که در استان وایوتس‌جور واقع شده‌است.  در  کیلومتری شمال یغگنادزور، مرکز استان وایوتس‌جور واقع شده است.